# زبيدة (حسيني)
زبيدة (بالفارسية: زبیده) هي منطقة سكنية تقع في إيران في محافظة خوزستان. يقدر عدد سكانها بـ 89 نسمة بحسب إحصاء 2016.